# لاك كاسولت (كيبك)
لاك كاسولت (بالإنجليزية: Lac-Casault, Quebec)‏ هي منطقة غير المنظمة في كيبيك تقع في كندا في لا ماتابيديا.  يقدر عدد سكانها بـ 5 نسمة ومساحتها 1,423.00 كم2 .